# Haplohyphes mithras
Haplohyphes mithras är en dagsländeart som först beskrevs av Jay R. Traver 1958.  Haplohyphes mithras ingår i släktet Haplohyphes och familjen Leptohyphidae. Inga underarter finns listade i Catalogue of Life.